# Marcello Guidi
Marcello Guidi, född 6 maj 1997 i Cagliari, är en italiensk simmare som tävlar i öppet vatten-simning.

## Karriär
Vid EM 2018 i Glasgow slutade Guidi på femte plats i 5 km öppet vatten-simning. Vid VM 2019 i Gwangju slutade han på 17:e plats i 5 km öppet vatten-simning. Vid medelhavsstrandspelen 2019 i Patras tog Guidi silver i 5 km öppet vatten-simning samt i lagtävlingen. Vid världsstrandspelen 2019 i Doha tog han guld i 5 km öppet vatten-simning.
Vid EM 2021 i Budapest slutade Guidi på sjätte plats i 5 km öppet vatten-simning. Vid EM 2022 i Rom slutade han på åttonde plats i 5 km öppet vatten-simning. Vid medelhavsstrandspelen 2023 i Heraklion tog Guidi guld i 5 km öppet vatten-simning. Vid EM 2024 i Belgrad tog han brons i 5 km öppet vatten-simning samt silver i lagtävlingen.
Vid EM i öppet vatten-simning 2025 i Stari Grad tog Guidi silver i lagtävlingen.  Vid VM 2025 i Singapore tog han silver i lagtävlingen i öppet vatten-simning tillsammans med Barbara Pozzobon, Ginevra Taddeucci och Gregorio Paltrinieri.